# Gronovia longiflora
Gronovia longiflora är en brännreveväxtart som beskrevs av Joseph Nelson Rose. Gronovia longiflora ingår i släktet Gronovia och familjen brännreveväxter. Inga underarter finns listade i Catalogue of Life.